# ロック・クライミング・クラブ
ロック・クライミング・クラブ（Rock Climbing Club, RCC）は、1924年（大正13年）に結成された、日本初のロッククライミングを目的とする山岳会。
藤木九三が中心になって、神戸市で発足した（会員であった水野祥太郎の文章によれば、結成されたのは雪彦山）。六甲山の、藤木が命名した芦屋ロックガーデンなどの岩場をゲレンデとして活動し、日本の登山界に初めてロッククライミングを紹介する役割を果たした。
1925年（大正14年）、北穂高岳の滝谷を初登攀している。また、藤木が『岩登り術』という専門書を自費出版し、後年には水野祥太郎も同名の著書を発刊している。加藤文太郎も所属していた。
1933年（昭和8年）に解散した。